# Hattah-Kulkyne National Park
Hattah-Kulkyne National Park är en nationalpark i Australien.   Den ligger i kommunen Mildura Shire och delstaten Victoria, i den sydöstra delen av landet, 600 km väster om huvudstaden Canberra. Hattah-Kulkyne National Park ligger 63 meter över havet.
Omgivningarna runt Hattah-Kulkyne National Park är i huvudsak ett öppet busklandskap.